# Relações entre Bangladesh e Portugal
As relações entre o Bangladesh e Portugal são as relações bilaterais da República Popular do Bangladesh e da República Portuguesa. Bangladesh abriu uma embaixada em Lisboa em 2012 e nomeou seu primeiro embaixador em Portugal no ano seguinte. Portugal tem um consulado em Daca.

## História

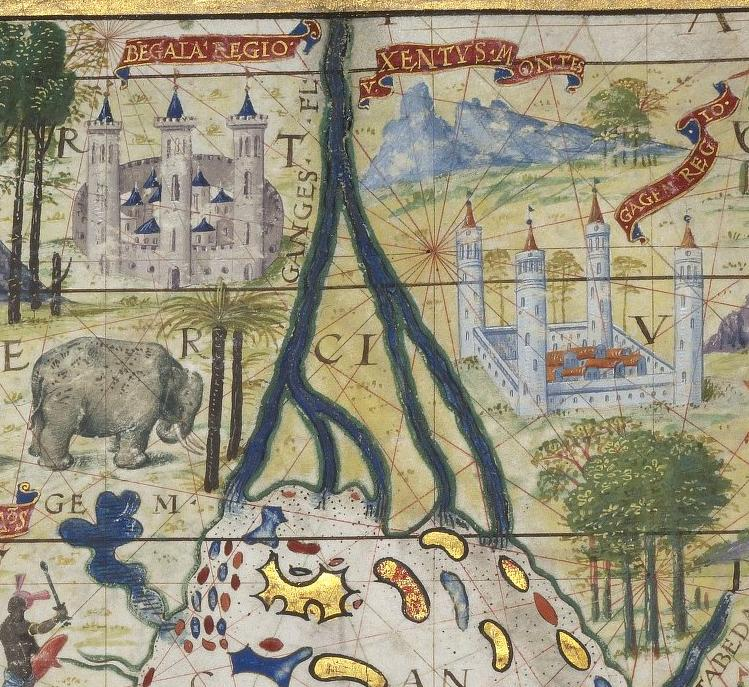
O Sultanato de Bengala, descrito como Delta do Ganges, no mapa do Atlas Miller português de 1519.

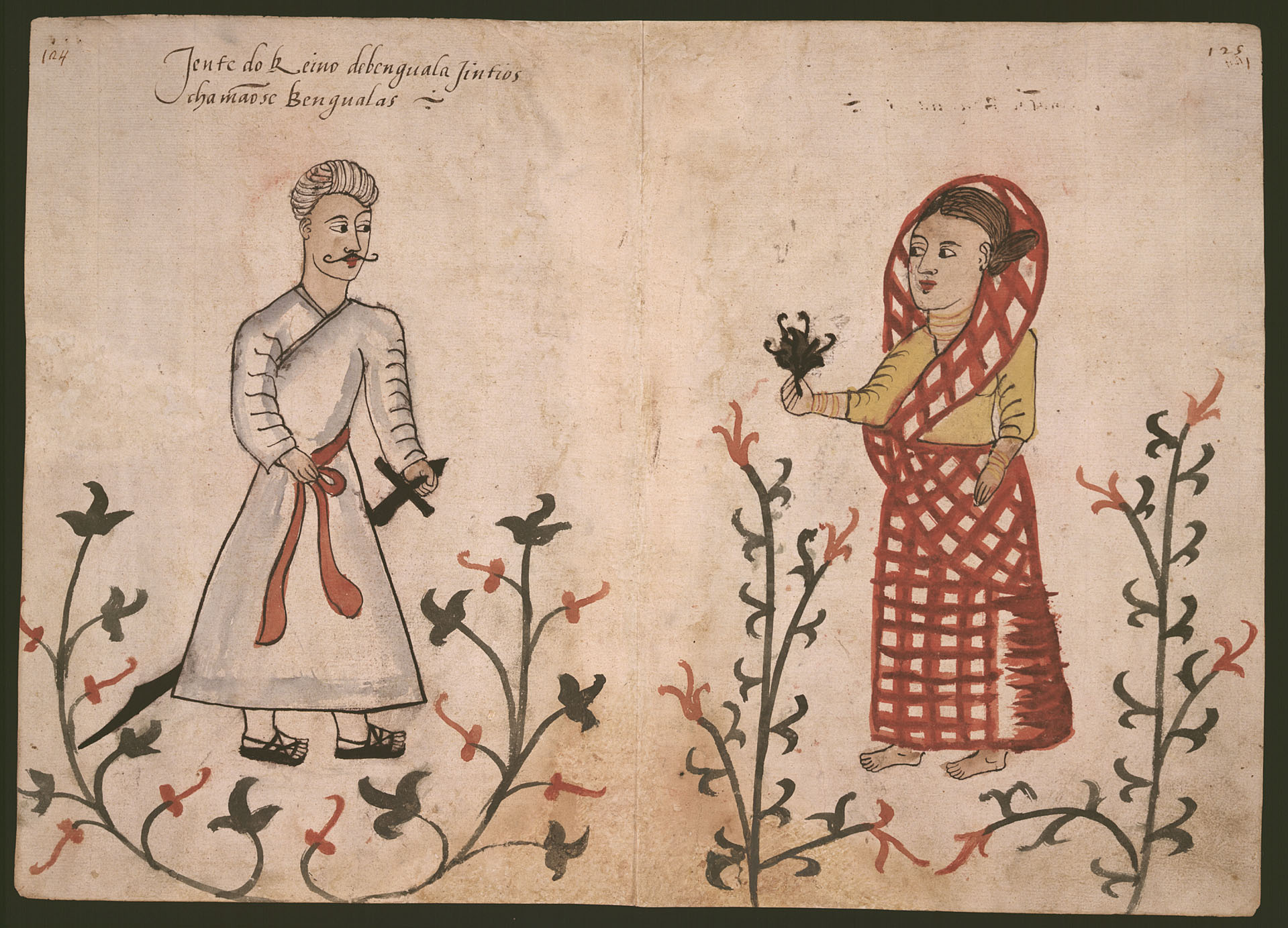
"Povo do Reino de Bengala", ilustração portuguesa século XVI

Depois que Vasco da Gama desembarcou no sul da Índia, comerciantes portugueses de Malaca, Ceilão e Bombaim começaram a cruzar as rotas marítimas da Baía de Bengala . No início do século XVI, o Sultanato de Bengala recebeu enviados oficiais portugueses. O sultão deu permissão para estabelecer a colônia portuguesa em Chatigão, o que a tornou o primeiro enclave europeu em Bengala. Bengala foi identificada pelos comerciantes como: "O país mais rico para o comércio". Eles tinham vários entrepostos comerciais em Bengala e controlavam o próspero porto de Chatigão. Após as guerras subsequentes contra os Arakaneses e os Mughals, os portugueses perderam o controle sobre Chatigão no século XVII. No entanto, seus descendentes ainda vivem nos bairros antigos da cidade. Os missionários portugueses foram os precursores da expansão do cristianismo no Bangladesh.
A relação entre os comerciantes portugueses que aqui operam de forma autónoma e os subsequentes avanços oficiais que visavam estabelecer os laços comerciais portugueses com as potências regionais caracterizaram-se pela rejeição mútua. Em uma das poucas colinas ao redor de Chatigão, chamada de Porto Grande ou Satigão pelos portugueses, eles construíram um entreposto comercial fortificado no século XVI. Seus restos mortais ainda podem ser vistos hoje.

## Visitas de estado
O ex-ministro das Relações Exteriores de Bangladesh, Dipu Moni, fez uma visita oficial a Lisboa em 2010 para se encontrar com seu homólogo português, Luis Amado.

## Cooperação econômica
O Bangladesh e Portugal manifestaram o seu profundo interesse no desenvolvimento de atividades econômicas bilaterais entre os dois países e tomaram as medidas necessárias a este respeito. Em 2010, os dois países assinaram um acordo para evitar a dupla tributação. Os dois países enfatizaram a necessidade de interação entre as comunidades empresariais dos dois países por meio do intercâmbio de delegações comerciais.

## Diáspora de Bangladesh em Portugal
Em 2012, cerca de 15.000 ex-patriotas de Bangladesh trabalhavam em Portugal.